# Gabor Kaszonyi
Gabor Kaszonyi, född 24 december 1944 i Budapest, är en svensk skådespelare.
Kaszonyi studerade vid den Ungerska Filmakademien, men hans studier fick ett abrupt slut då han fick fly Ungern 1968 på grund av sitt politiska engagemang för  homosexuellas rättigheter.
Han är känd som antikhandlaren Sandor i TV-serien Hem till byn, en roll han gjorde i 14 avsnitt mellan 1995 och 2006. Därutöver har Kaszonyi medverkat i en del småroller på Göteborgs Stadsteater samt en hel del i reklamfilm, då som affischnamn för Bjørne Bryg.
Gabor Kaszonyi bor sedan 2007 på sin gård i närheten av Balatonsjön i Ungern.